# Petrine Fredstrup

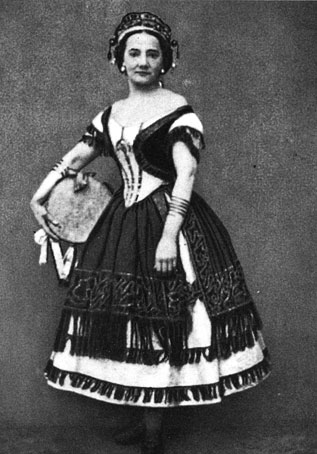
Petrine Fredstrup, I Karpatherne.

Petrine Caroline Georgine Fredstrup, född den 2 juni 1827 i Köpenhamn, död den 24 september 1881 på Frederiksberg, var en dansk balettdansös.
Petrine Fredstrup väckte redan 1839 uppseende genom sin vackra danskonst och var 1845–1871 en av den kungliga teaterns främsta konstnärer, sedan 1851 solodansös, i synnerhet i starkt utpräglade mimiska roller; hon var tillika lärare för balettkårens kvinnliga elever.